# Agnes Moorehead

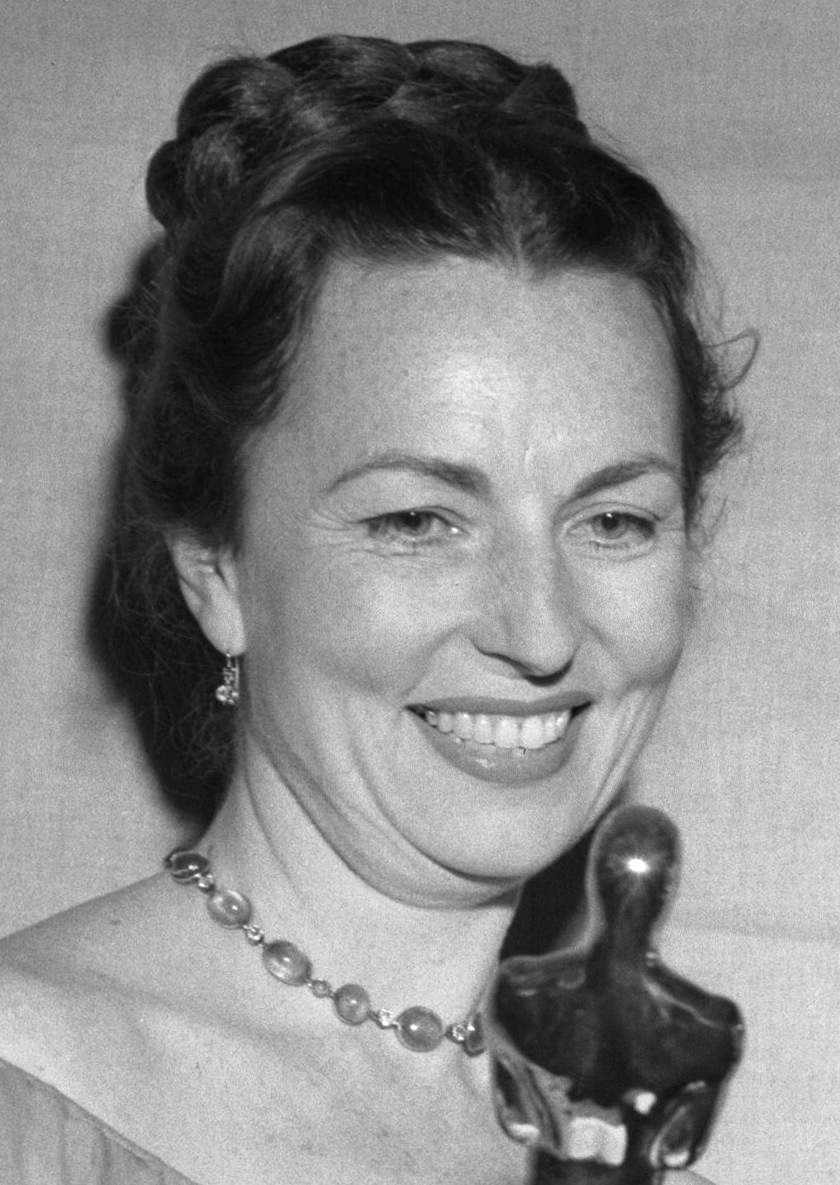
Agnes Moorehead als Gastgeberin der Oscarverleihung (1948)

Agnes Robertson Moorehead (* 6. Dezember 1900 in Clinton, Massachusetts; † 30. April 1974 in Rochester, Minnesota) war eine US-amerikanische Schauspielerin. Sie wirkte in über 70 Spielfilmen mit, zumeist in Nebenrollen, und war viermal für den Oscar nominiert.

## Leben
Agnes Robertson Moorehead wuchs in St. Louis auf. Bereits im Alter von drei Jahren war sie erstmals in einem Theaterstück zu sehen, im Kindesalter war sie Balletttänzerin und trat im Chor der St. Louis Opera auf. Sie studierte Literatur und daneben Schauspiel an der American Academy of Dramatic Arts. Ende der 1920er Jahre war sie in einigen Stücken am Broadway zu sehen. Bekannt wurde Moorehead allerdings durch Radiosendungen wie March of Time und Cavalcade of America. 1940 schloss sie sich dem legendären Mercury Theatre von Starregisseur Orson Welles an. Ihr Filmdebüt hatte Moorehead ein Jahr später ebenfalls unter der Regie von Welles in Citizen Kane. In dem Film, der als einer der besten Filme aller Zeiten gilt, verkörperte sie die scheinbar gefühlskalte Mutter der Hauptfigur Kane. 1942 spielte sie erneut unter der Regie von Welles die depressive Tante Fanny in Der Glanz des Hauses Amberson, was ihr eine erste Oscar-Nominierung als beste Nebendarstellerin einbrachte.
Auch für ihre Darstellungen in Tagebuch einer Frau (1944) und Schweigende Lippen (1948) sowie die der schrulligen Haushälterin Velma Cruther in Wiegenlied für eine Leiche (1964) wurde sie später für den Oscar nominiert, konnte den Preis allerdings nie gewinnen. Für ihre Rolle in Wiegenlied für eine Leiche wurde sie als beste Nebendarstellerin mit einem Golden Globe ausgezeichnet. Zudem erhielt sie Ende der 1960er Jahre einen Emmy für ihre Darstellung der Emma Valentine in der Folge Night of the Vicious Valentine aus der Fernsehserie The Wild Wild West. Zwar tendierte Moorehead dazu, säuerliche oder auch neurotische Frauen zu spielen, doch verkörperte sie insgesamt gesehen eine breite Auswahl unterschiedlicher Charaktere. Große Bekanntheit erreichte sie in den 1960er Jahren als Endora in der Fernsehserie Verliebt in eine Hexe. Zuletzt war sie in dem Musical Gigi am Broadway zu sehen.
Eine ihrer engsten Freundinnen war die US-amerikanische Schauspielerin und Sängerin Debbie Reynolds.

### Tod
Moorehead erlag im April 1974 einem Krebsleiden. Ursache für die Erkrankung könnten die Dreharbeiten zum Film Der Eroberer gewesen sein. Der Film wurde in der Nähe des Atomwaffentestgeländes Nevada Test Site in der Stadt St. George im US-Bundesstaat Utah gedreht. Dort war drei Jahre zuvor die Atombombe Harry gezündet worden, die zum schlimmsten radioaktiven Fallout eines Atombombentests auf dem amerikanischen Kontinent geführt hatte. Zudem wurden zur Dekoration im Studio fahrlässigerweise einige Tonnen strahlender Sand aus der Gegend benutzt. 30 Jahre später waren 91 Mitglieder des 220-köpfigen Filmteams an Krebs erkrankt.

## Filmografie (Auswahl)
- 1941: Citizen Kane
- 1942: Der Glanz des Hauses Amberson (The Magnificent Ambersons)
- 1942: Von Agenten gejagt (Journey into Fear)
- 1943: Die Waise von Lowood (Jane Eyre)
- 1944: Tagebuch einer Frau (Mrs. Parkington)
- 1944: Das siebte Kreuz (The Seventh Cross)
- 1944: Drachensaat (Dragon Seed)
- 1944: Als du Abschied nahmst (Since You Went Away)
- 1945: Frühling des Lebens (Our Vines Have Tender Grapes)
- 1947: Die schwarze Natter (Dark Passage)
- 1947: Briefe aus dem Jenseits (The Lost Moment)
- 1948: Schweigende Lippen (Johnny Belinda)
- 1948: Gangster der Prärie (Station West)
- 1948: Das Geheimnis der Frau in Weiß (The Woman in White)
- 1949: The Stratton Story
- 1949: Der Spieler (The Great Sinner)
- 1950: Frauengefängnis (Caged)
- 1950: Der schwarze Jack (Black Jack)
- 1951: Die Taverne von New Orleans (Adventures of Captain Fabian)
- 1951: Das Herz einer Mutter (The Blue Veil)
- 1951: Vierzehn Stunden (Fourteen Hours)
- 1951: Mississippi-Melodie (Show Boat)
- 1952: Flucht vor dem Feuer (The Blazing Forest)
- 1953: Skandal um Patsy (Scandal at Scourie)
- 1953: War es die große Liebe? (The Story of Three Loves)
- 1954: Die wunderbare Macht (Magnificent Obsession)
- 1955: Die linke Hand Gottes (The Left Hand of God)
- 1955: Die Unbezähmbaren (Untamed)
- 1955: Was der Himmel erlaubt (All That Heaven Allows)
- 1956: Der Eroberer (The Conqueror)
- 1956: Viva Las Vegas (Meet Me in Las Vegas)
- 1956: Der Schwan (The Swan)
- 1956: Bungalow der Frauen (The Revolt of Mamie Stower)
- 1956: Wo Männer noch Männer sind (Pardners)
- 1956: Das schwache Geschlecht (The Opposite Sex)
- 1957: Rächer der Enterbten (The True Story of Jesse James)
- 1957: Ein Herzschlag bis zur Ewigkeit (Jeanne Eagels)
- 1957: The Story of Mankind
- 1957: Das Land des Regenbaums (The Raintree County)
- 1958: Sturm im Osten (La tempesta)
- 1958: Erinnerung einer Nacht (Night of the Quarter Moon)
- 1959: Das Biest (The Bat)
- 1960: Alle lieben Pollyanna (Pollyanna)
- 1960: Westlich von Santa Fé (The Rifleman) (TV-Serie, eine Folge)
- 1961: Twilight Zone (The Twilight Zone) (TV-Serie, eine Folge)
- 1961: Jessica
- 1961: Junggeselle im Paradies (Bachelor in Paradise)
- 1962: Das war der Wilde Westen (How the West Was Won)
- 1963: Der Ladenhüter (Who’s Minding the Store?)
- 1964: Wiegenlied für eine Leiche (Hush … Hush Sweet Charlotte)
- 1964–1972: Verliebt in eine Hexe (Bewitched) (TV-Serie, 254 Folgen)
- 1966: Dominique – Die singende Nonne (The Singing Nun)
- 1967: Verrückter wilder Westen (The Wild Wild West) (TV-Serie, eine Folge)
- 1970: Die Leute von der Shiloh Ranch (The Virginian) (TV-Serie, eine Folge)
- 1971: Plötzlich allein (Suddenly Single)
- 1971: Beginn einer Ehe (Marriage: Year One) (TV-Film)
- 1971: Was ist denn bloß mit Helen los? (What’s the Matter with Helen?)
- 1972: Nacht des Schreckens (Night of the Terror) (TV-Film)
- 1973: Frankenstein, wie er wirklich war (Frankenstein, the True Story) (TV-Film)
- 1973: Zuckermanns Farm – Wilbur im Glück (Stimme)

## Auszeichnungen (Auswahl)
Oscar
- 1943: Nominierung in der Kategorie Beste Nebendarstellerin für Der Glanz des Hauses Amberson
- 1945: Nominierung in der Kategorie Beste Nebendarstellerin für Tagebuch einer Frau
- 1949: Nominierung in der Kategorie Beste Nebendarstellerin für Schweigende Lippen
- 1965: Nominierung in der Kategorie Beste Nebendarstellerin für Wiegenlied für eine Leiche

Golden Globe
- 1945: Beste Nebendarstellerin für Tagebuch einer Frau
- 1965: Beste Nebendarstellerin für Wiegenlied für eine Leiche

Emmy
- 1966: Nominierung in der Kategorie Beste Nebendarstellerin in einer Komödie für Verliebt in eine Hexe
- 1967: Nominierung in der Kategorie Beste Hauptdarstellerin in einer Komödie für Verliebt in eine Hexe
- 1967: Beste Nebendarstellerin in einem Drama für Verrückter wilder Westen
- 1968: Nominierung in der Kategorie Beste Nebendarstellerin in einer Komödie für Verliebt in eine Hexe
- 1969: Nominierung in der Kategorie Beste Nebendarstellerin in einer Komödie für Verliebt in eine Hexe
- 1970: Nominierung in der Kategorie Beste Nebendarstellerin in einer Komödie für Verliebt in eine Hexe
- 1971: Nominierung in der Kategorie Beste Nebendarstellerin in einer Komödie für Verliebt in eine Hexe

Weitere
- 1942: New York Film Critics Circle Award in der Kategorie Beste Hauptdarstellerin für Der Glanz des Hauses Amberson
- 1952: Laurel Award in der Kategorie Top Female Character Performance für Mississippi-Melodie
- 1960: Stern auf dem Hollywood Walk of Fame (1719 Vine Street)